# Rosa Zagnoni Marinoni
Rosa Zagnoni Marinoni (Bologna, 5 gennaio 1888 – Fayetteville, 26 marzo 1970) è stata una scrittrice e poetessa italiana.
Durante la sua esistenza più di mille dei suoi brevi componimenti furono raccolti su settanta riviste e le sue poesie comparvero in più di novecento pubblicazioni, statunitensi e internazionali. Il 15 ottobre 1948 il Governatore dell'Arkansas Benjamin Travis Laney istituì  la prima Giornata Nazionale della Poesia in riconoscimento dei suoi meriti artistici e dei suoi sforzi per promuovere la Poesia.
Nel 1990 la casa in cui Marinoni aveva vissuto a Fayetteville fu aggiunta al National Register of Historic Places.

## Biografia

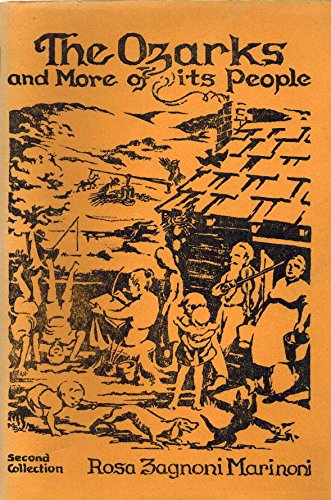
Copertina di The Ozarks and More of its People (1961) di Rosa Zagnoni Marinoni, con disegni e grafiche di Marcia Swett Arpin

Durante la metà degli anni '20 del ventesimo secolo, all'inizio della propria vocazione artistica, Rosa Zagnoni Marinoni compose freneticamente una notevole mole di poesie, che in gran parte vennero accettate da una sessantina fra riviste letterarie e case editrici.
Nel 1926 fondò lo University-City Poetry Club, i cui membri si ritrovavano a casa sua per condividere le proprie opere. Da questi scambi, protrattisi per quarantacinque anni, furono tratte diciotto raccolte di poesie.
Marinoni fondò altresì una sede della National League of American Pen Women nell'Arkansas nord-occidentale. Nel 1928, la Arkansas Federation of Woman's Clubs conferì a Marinoni l'onorificenza di poeta laureato, e nel 1953 ricevette lo stesso titolo anche dall'Assemblea Generale dello Stato dell'Arkansas.
In virtù degli sforzi profusi da Marinoni per la produzione e la diffusione della Poesia, il Governatore Benjamin Travis Laney proclamò il 15 ottobre 1948 la prima Giornata Nazionale della Poesia.
A sua volta, nel 1969, l'allora Governatore Winthrop Rockefeller proclamò il 15 ottobre Rosa Zagnoni Marinoni Day.
Oltre a innumerevoli pubblicazioni su riviste letterarie statunitensi o estere, Marinoni pubblicò anche circa diciannove raccolte, fra cui Behind the Mask (1927) e Roots to the Sky (1956). Ebbe a dire che "il valore di un poeta deve essere misurato dalla fama nazionale o internazionale di cui gode la sua opera" e che "l'Arkansas non è noto come Stato produttore di poeti".

## Vita privata

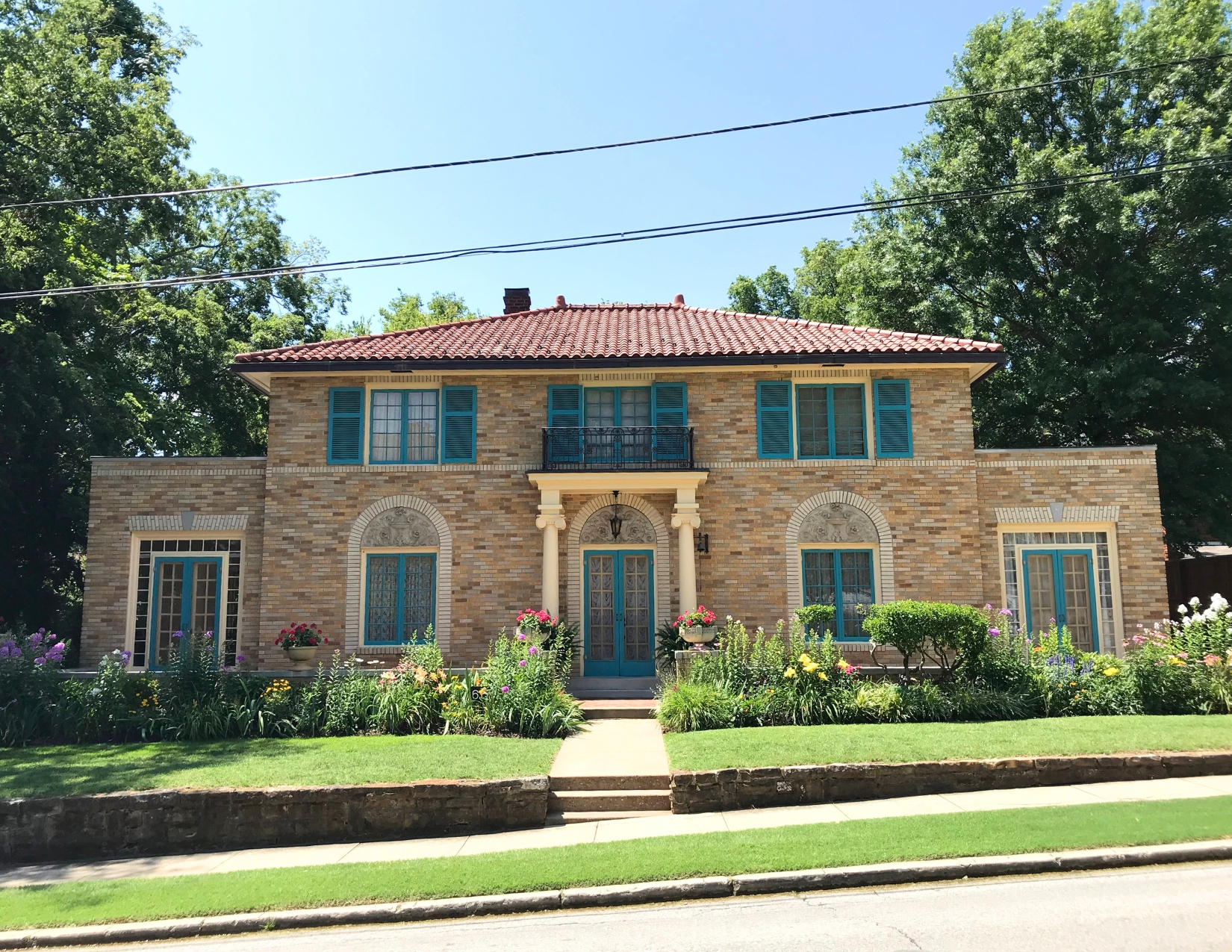
Villa Rosa, residenza di Rosa Zagnoni Marinoni a Fayetteville, nell'Arkansas

Marinoni nacque a Bologna, in Italia, il 5 gennaio 1888, da Antero Zagnoni e Maria Marzocchi. Lei e i genitori emigrarono negli Stati Uniti nel 1898 per stabilirsi nel quartiere di Brooklyn a New York.
Il 30 luglio 1908 sposò Antonio Marinoni, impiegato presso l'Università dell'Arkansas, e si trasferì a casa di lui a Fayetteville. Ebbero sei figli, di cui due morirono durante l'infanzia.
In occasione della seconda guerra mondiale Marinoni si distinse per l'aiuto prestato alla Croce Rossa Americana. Due anni dopo la morte di Antonio, avvenuta nel 1944, si risposò con un altro membro dell'Università dell'Arkansas di nome Luigi Passarelli. Restarono sposati fino alla morte di Passarelli nel 1953.
Marinoni morì il 26 marzo 1970 e fu sepolta nel cimitero di Saint Joseph a Fayetteville.